# Кенхі (село)
Кенхі (рос. Кенхи) — село у Шаройському районі Чечні Російської Федерації.
Населення становить 1551 особу (2019). Входить до складу муніципального утворення Кенхинське сільське поселення.

## Історія
Згідно із законом від 14 липня 2008 року органом місцевого самоврядування є Кенхинське сільське поселення.

## Населення
| 1990  | 2002  | 2010  | 2012  | 2013  | 2014  | 2015  |
| ----- | ----- | ----- | ----- | ----- | ----- | ----- |
| 1939  | ↘1331 | ↗1552 | ↗1611 | ↘1606 | ↘1571 | ↘1568 |
| 2016  | 2017  | 2018  | 2019  |       |       |       |
| ↗1579 | ↘1572 | ↘1561 | ↘1551 |       |       |       |